# Cacciatore della Val Rosna
Villabruna 1, più noto come il Cacciatore della Val Rosna, sono i resti di un ominide della specie Homo sapiens, scoperto nel sito archeologico dei Ripari Villabruna, nel comune di Sovramonte in provincia di Belluno nel 1987 da Aldo Villabruna, risalente a 14.000 anni fa.

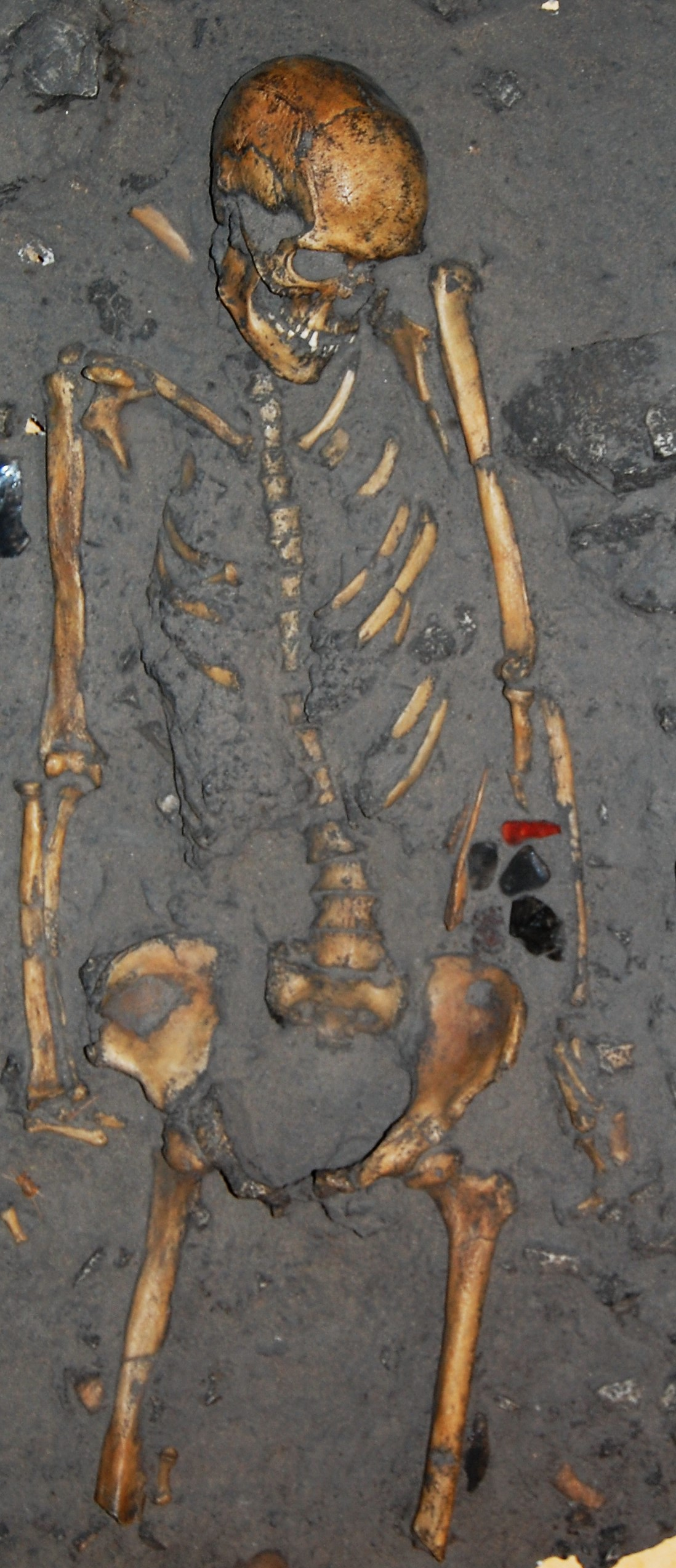
Cacciatore della Val Rosna

## Ritrovamento
Il reperto fu ritrovato lungo il fianco sinistro della Val Schenèr, quella valle che collega Fonzaso al Primiero, tra le due gallerie lungo la strada che porta a Fiera di Primiero, nel territorio del comune di Sovramonte (Belluno). I resti del corpo furono scoperti nel maggio 1987, durante i lavori di rettifica del tracciato stradale preesistente, da Aldo Villabruna, che notò un accumulo a forma di cono di materiali detritici.
Il reperto è conservato all'università di Ferrara, a disposizione degli studiosi, mentre il corredo funerario, con le pietre dipinte poste a segnare la sepoltura, è conservato presso il Museo Archeologico dei Musei Civici di Belluno.

## Descrizione
I fossili sono stati riferiti ad un individuo maschile di circa 25 anni ed alto 168 cm, vissuto nel periodo dell'epigravettiano finale, circa 14.000 anni fa.
Il fossile presenta un ottimo stato di conservazione che ne ha permesso un'approfondita analisi: l'individuo, più alto della media del periodo, aveva anche proporzioni corporee più lineari rispetto a quelle dei suoi contemporanei, simili al modello comunemente mostrato dalle recenti popolazioni nordafricane. Sebbene l'analisi del cranio ne suggerisce l'affinità con le popolazioni paleo-mesolitiche ha evidenziato in Villabruna 1 una sequenza non osservata nelle popolazioni europee contemporanee, significativo di una discontinuità genetica tra gli ultimi cacciatori-raccoglitori delle Alpi e le popolazioni successive. L'analisi dentale non ha rilevato particolari specificità morfologiche, se non il probabile utilizzo dei denti anteriori per usi non alimentari. La struttura ossea era robusta, e l'assimetria dell'omero è coerente con un'intensa attività di lancio legata alla caccia.
Si ipotizza che il cacciatore della Val Rosna sia stato sottoposto a una cura dentale, a causa di una carie. Questa ipotesi è stata avanzata dagli archeologi dell’università di Ferrara, che hanno compiuto uno studio sulla dentatura del cacciatore. Il ''trattamento'' avvenne attraverso l'uso di un bastoncino d'osso con una punta microlitica in selce, che permise la pulizia del foro; questo si allargò e si ipotizza che per la sua chiusura sia stata utilizzata cera d’api o propoli.

## Paleogenetica
Uno studio genetico del 2016, confermato da un secondo studio del 2023, condotto sul DNA antico estratto dai resti fossili di Villabruna 1, che definisce il cosiddetto cluster di Villabruna, ha trovato come siano presenti i marcatori l'aplogruppo R1b, quello maggiormente presente dei moderni europei, attestando così la presenza di popolazioni portatrici di questo aplotipo in Europa occidentale, ad almeno 14 000 anni dal presente, rispetto a quello che si riteneva precedentemente, quando si riteneva che queste prime popolazioni fossero giunte in seguito a migrazioni avvenute durante l'età del Bronzo (circa 5 000-4 000 anni dal presente) provenienti dalle steppe dell'Europa orientale. Di fatto sono le più antiche testimonianze dell'insieme genetico maggiormente presente dei moderni europei.